# Willem Noorduin
Willem Noorduin (Schiedam, 21 maart 1967) is een Nederlands atleet en heeft zich gespecialiseerd in de disciplines discuswerpen en kogelstoten. Noorduin woont in Schiedam. Noorduin is spastisch, waardoor zijn coördinatie verstoord is.
Noorduin heeft zes keer meegedaan aan de Paralympische Zomerspelen en heeft daarbij negen medailles gewonnen, waaronder driemaal de gouden medaille.
In het dagelijks leven is hij wiskundige / ICT-medewerker.

## Erelijst (selectie)

### Paralympics
| Evenement      | Resultaat | Onderdeel    |
| -------------- | --------- | ------------ |
| Seoel 1988     | zilver    | discuswerpen |
| Barcelona 1992 | goud      | discuswerpen |
| Barcelona 1992 | goud      | kogelstoten  |
| Atlanta 1996   | goud      | kogelstoten  |
| Atlanta 1996   | brons     | discuswerpen |
| Sydney 2000    | zilver    | discuswerpen |
| Sydney 2000    | zilver    | kogelstoten  |
| Athene 2004    | zilver    | discuswerpen |
| Athene 2004    | zilver    | kogelstoten  |

### Wereldkampioenschappen
| Evenement  | Resultaat    | Onderdeel |
| ---------- | ------------ | --------- |
| Lille 2002 |              |           |
| goud       | kogelstoten  |           |
| brons      | discuswerpen |           |

### Europese kampioenschappen
| Evenement  | Resultaat    | Onderdeel |
| ---------- | ------------ | --------- |
| Assen 2003 |              |           |
| goud       | kogelstoten  |           |
| zilver     | discuswerpen |           |